# Henning Enoksen
Henning Enoksen (Nykøbing Mors, 26 de septiembre de 1935-Grenaa, 25 de septiembre de 2016) fue un futbolista y director técnico danés; como jugador se desempeñaba en la posición de delantero. Es el noveno máximo goleador histórico de la selección de fútbol de Dinamarca con 29 goles en 54 partidos.

## Selección nacional
Debutó con la selección de fútbol de Dinamarca el 15 de mayo de 1958, a la edad de 22 años de la mano del entonces director técnico, Arne Sørensen.
Participó en los Juegos Olímpicos de Roma 1960 logrando la medalla de plata. Jugó un total de 54 partidos y anotó 29 goles para su selección, posicionándose así en el noveno lugar de entre los máximos goleadores de la selección de Dinamarca.

## Clubes como jugador
| Club      | País      | Año       |
| --------- | --------- | --------- |
| Silkeborg | Dinamarca | 1954-1956 |
| Vejle     | Dinamarca | 1957-1961 |
| Aarhus GF | Dinamarca | 1962-1967 |